# Нарышкин, Дмитрий Иванович
Дмитрий Иванович Нарышкин (17 (29) апреля 1812 — 1 (13) марта 1866) — полковник из младшей ветви рода Нарышкиных, любимый брат известной красавицы княгини З. И. Юсуповой.

## Биография
Сын майора Ивана Дмитриевича Нарышкина (1776—1848) от брака его с Варварой Ивановной Ладомирской (1785—1840), побочной дочерью фаворита императрицы Екатерины II И. Н. Римского-Корсакова и графини Е. П. Строгановой. Родился в Москве и получил домашнее воспитание. 
После окончания Пажеского корпуса, в апреле 1831 года был зачислен корнетом в Кавалергардский полк. С 1834 года поручик, состоял адъютантом при графе С. Ф. Апраксине. С 1836 года штабс-ротмистр, с 1840 года ротмистр. В 1844 году уволен в бессрочный отпуск, с причислением в запасной первый кавалергардский эскадрон. В октябре 1848 года вновь вернулся на службу, но в июле 1849 года по болезни вышел в отставку в звании полковника.
Не имя в молодости ничего кроме светского ума, красивого лица и добродушия, Нарышкин жил весело и беззаботно, до тех пор пока не женился. Сестра его Зинаида Юсупова ссудила ему первоначальный капитал и он занялся откупом. Нажив огромное состояние, Нарышкин отдал долг и купил большое имение Жагаре в Ковенской губернии у графа Зубова. Имел также большое имение при с Ира Кирсановского уезда Тамбовской губернии, доставшееся ему от отца. 
Живя почти постоянно в Петербурге без всякого официального положения, он был близок ко двору, и крайне разборчив в своих знакомствах. 
Всему обществу он был известен под именем Дима Нарышкин и был душою своего дома, где устраивал вечера и рауты, и принимал лишь самое избранное общество и весь дипломатический корпус. Большой любитель музыки, Нарышкин был дружен с А. С. Даргомыжским и М. И. Глинкой. По словам современника, он был всегда весел, мил, любезен, вечно бредил каким-нибудь новым романсом или куплетом, и не умолкая рассказывал анекдоты из своей жизни, знал, что печатается нового, понимал людей до тонкости, снисходительно подшучивал над их слабостями и никогда не давал повода подметить и тени завистливого или другого враждебного ближнему чувства. Последние годы он болел ревматизмом и почти не спал по ночам. Скончался от катарра в марте 1866 года в Петербурге, похоронен на кладбище Сергиевой Приморской пустыни.

## Семья

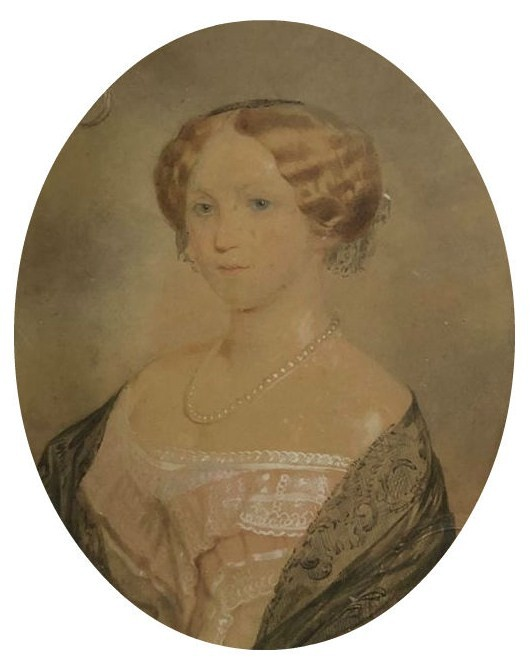
Мария Арсеньевна, жена

Жена (с 06 сентября 1846 года) —  Мария Арсеньевна Бартенева (27.11.1816—14.07.1870), фрейлина двора (1838), дочь курского военного губернатора Арсения Ивановича Бартенева (1780—1861) и Федосьи Ивановны Бутурлиной (1790—1835); сестра известной певицы П. А. Бартеневой. Венчание было в Петербурге в Придворной церкви в Зимнем дворце. Мария Арсеньевна была знакомой Лермонтова, в её альбоме поэт в 1841 году записал стихотворения «Любовь мертвеца» и «Есть речи — значенье…». По отзыву А. А. Половцова, была добрая, честная, заботливая, любящая семью женщина. Проведя молодость при дворе, она приучилась к строгому, безмолвному, неустанному исполнению долга и в то же время к самому тщательному соблюдению приличий. Этикетное существование не заглушило в ней чувства, она без памяти любила мужа, детей; проводила весь день в хлопотах об их здоровье, благополучии и при всем том с отменной приветливостью принимала многочисленных гостей в своем доме. В браке имела детей:
- Александра Дмитриевна (1846—1914), с 1873 года замужем за графом О. Л. Медемом (1847—1925).
- Георгий Дмитриевич (1848—1914), камер-юнкер, женат на Елизавете Иосиевне Кнайт (18.10.1852— ?). 1 апреля 1900 года в Лондоне она вместе со своими незаконнорождёнными детьми — Анной (14.03.1872— ?) и Борисом (Артур; 08.10.1874— ?), перешла в православие.
- Мария Дмитриевна (1849—1925), с 1874 года замужем за князем Фёдором Сергеевичем Голицыным (1850—1920).
- Александр Дмитриевич (1851—1894), его дети от внебрачных связей утверждены в 1899 г. в потомственном дворянстве.
- Зинаида Дмитриевна (1853—1928), замужем (с 23 октября 1900 года; Флоренция) за маркизом Касимо Рудолфи.
- Варвара Дмитриевна (1856—1937), замужем за маркизом Эмилио Пуччи.